# Johann Maria Philipp Frimont
Johann Maria Philipp Frimont (Finstingen, 3 febbraio 1759 – Vienna, 26 dicembre 1831) è stato un generale, politico e nobile austriaco in seguito nominato Conte di Palota (Oradea Romania) e Principe di Antrodoco.

## Biografia
Nato nella Lorena del Sacro Romano Impero Germanico, presso la città di Finstingen (l'odierna Fénétrange, oggi in Francia), frequentò ancora giovane il collegio di Pont-à-Mousson ed entrò nel 1776 come soldato semplice nel reggimento austriaco di ussari comandato dal conte Wurmser. Durante la guerra di successione bavarese venne nominato ufficiale col grado di Rittmeister (capitano), e partecipò alla guerra contro i turchi. Negli anni dal 1792 al 1800 si distinse, in particolare a Mannheim, nelle prime battaglie contro l'esercito rivoluzionario francese, e venne promosso al grado di comandante di un reggimento di cacciatori sottoposto al comando del conte Bussy.
Nel 1796, a Frankenthal fu insignito della Croce dell'Ordine Militare di Maria Teresa. Nella campagna del 1800, si distinse come comandante di cavalleria nella battaglia di Marengo del 14 giugno, e nell'anno seguente fu promosso a maggior generale. Nel 1805 prestò nuovamente servizio in Italia, ricomprendendo un ruolo fondamentale nella battaglia di Caldiero, in seguito alla quale l'arciduca Carlo lo promosse al grado di tenente feldmaresciallo. Tornò ancora in Italia nel 1809, prendendo parte alla battaglia di Sacile, e ricevendo la croce di commendatore dell'Ordine Militare di Maria Teresa, prima di guidare il reggimento cavalleria di Schwarzenberg nella campagna di Russia.
Nel 1813, nominato generale di cavalleria e comandante della Quinta Armata, servì nell'alto comando nella battaglia di La Rothière e nella battaglia di Arcis-sur-Aube. Dopo il trattato di Parigi del 1814, divenne Governatore Militare di Magonza e nel 1815 divenne comandante in capo delle armate austriache in Italia, con le quali combatté dapprima Murat e invase la Francia arrivando dall'Alta Savoia fino a Lione, dove entrò l'11 luglio, mentre altre truppe austro-sarde sotto il suo comando combattevano in Savoia, in Provenza e nel Delfinato, dove ebbe luogo la battaglia di Grenoble. Restò in Francia con il suo esercito per alcuni anni, finché non fu mandato nel 1819 a Venezia.
Nel 1821 guidò l'esercito austriaco che fu impiegato contro i napoletani nella battaglia di Antrodoco; il moto costituzione fu stroncato definitivamente il 24 maggio, quando catturò la città di Napoli. Ritornando la città nelle mani dei Borboni, fu ricompensato dal re Ferdinando I con il titolo di Principe di Antrodoco e con il rango di generale di cavalleria, oltre che con una rilevante somma di denaro (220 000 ducati). Nel 1825 fu richiamato nel Nord Italia per reprimere ancora ribellioni degli indipendentisti italiani. Fu nominato nel 1831 presidente del Consiglio Aulico, ma pochi mesi dopo si spense a Vienna.